# Laborpatkányok
A Laborpatkányok (eredeti cím: Lab Rats) 2012-től 2016-ig futott amerikai vígjátéksorozat, amelyet Chris Peterson és Bryan Moore alkotott. A főbb szerepekben Billy Unger, Spencer Boldman, Kelli Berglund, Tyrel Jackson Williams és Hal Sparks látható.
Az amerikai Disney XD csatorna sorozata, amelyet 2012. február 27-én mutatták be. Magyarországon a Disney Channel 2014. február 8-án mutatta be.

## Szereplők

### Főszereplők
| Szereplő         | Színész                | Magyar hang             |
| ---------------- | ---------------------- | ----------------------- |
| Chase Davenport  | Billy Unger            | Ungvári Gergő (1. évad) |
| Chase Davenport  | Billy Unger            | Penke Bence (2-4. évad) |
| Adam Davenport   | Spencer Boldman        | Baráth István           |
| Bree Davenport   | Kelli Berglund         | Laudon Andrea           |
| Leo Dooley       | Tyrel Jackson Williams | Bogdán Gergő            |
| Donald Davenport | Hal Sparks             | Rajkai Zoltán           |

### Mellékszereplők
| Szereplő          | Színész             | Magyar hang                |
| ----------------- | ------------------- | -------------------------- |
| Tasha Davenport   | Angel Parker        | Ruttkay Laura              |
| Eddy              | Will Forte          | Minárovits Péter (1. évad) |
| Eddy              | Will Forte          | Kapácsy Miklós (2-4. évad) |
| Perry             | Maile Flanagan      | Bodor Böbe                 |
| Douglas Davenport | Jeremy Kent Jackson | Galbenisz Tomasz           |
| Trent             | Eddie Perino        | Czető Roland               |
| Kavan             | Cody Christian      | Nikas Dániel               |

## Epizódok[4]
| Évad | Évad | Epizódok | Eredeti sugárzás  | Eredeti sugárzás  | Magyar sugárzás    | Magyar sugárzás    |
| Évad | Évad | Epizódok | Évadpremier       | Évadfinálé        | Évadpremier        | Évadfinálé         |
| ---- | ---- | -------- | ----------------- | ----------------- | ------------------ | ------------------ |
|      | 1    | 20       | 2012. február 27. | 2012. november 5. | 2014. február 8.   | 2014. október 26.  |
|      | 2    | 26       | 2013. február 25. | 2014. január 13.  | 2014. november 29. | 2015. november 14. |
|      | 3    | 23       | 2014. február 17. | 2015. február 5.  | 2015. november 21. | 2019. március 27.  |
|      | 4    | 22       | 2015. március 18. | 2016. február 3.  | 2017. május 8.     | 2017. december 7.  |